# Праско
Праско (итал. Prasco) — коммуна в Италии, располагается в регионе Пьемонт, в провинции Алессандрия.
Население составляет 522 человека (2008 г.), плотность населения составляет 86 чел./км². Занимает площадь 6 км². Почтовый индекс — 15010. Телефонный код — 0144.
Покровителями коммуны почитаются святые Назарий и Цельсий, празднование 28 июля.

## Демография
Динамика населения:

## Администрация коммуны
- Официальный сайт: http://www.comune.prasco.al.it/ Архивная копия от 7 сентября 2010 на Wayback Machine